# Mk11 (魚雷)
Mk11とはアメリカ合衆国が開発、運用した魚雷。ワシントン海軍工廠とアメリカ海軍魚雷局(Naval Torpedo Station)によって、開発された。雷速が可変であり、それにより航続距離を変える事ができた。
水上艦（駆逐艦および巡洋艦）および潜水艦共用の対水上艦用無誘導魚雷として開発されていたが、実用化されたのは水上艦搭載型である。
1926年から配備が開始されている。アメリカ海軍は1930年代に巡洋艦への魚雷搭載を取りやめたため、第二次世界大戦時には駆逐艦搭載装備であり、改良型のMk12とともに第二次世界大戦を通じて運用され、1945年に退役した。